# Gali Atari
Gali Atari, född 29 december 1953 i Rehovot i Israel, är en israelisk sångerska. Tillsammans med bandet Milk and Honey vann hon Eurovision Song Contest 1979.